# Festival des 3 Continents 2003
Le Festival des 3 Continents 2003, 25e édition du festival, s'est déroulé du 25 novembre 2003 au 2 décembre 2003.

## Jury
- Benoît Lamy : réalisateur belge
- Yves Caumon : réalisateur français
- Edwina Forkin : productrice irlandaise
- Tiffany Limos : actrice américaine
- Kornél Mundruczó : réalisateur hongrois
- Jean Rouaud : écrivain français

## Sélection

### En compétition[1]
| Titre                                               | Réalisation        | Pays       |
| --------------------------------------------------- | ------------------ | ---------- |
| Les gants magiques (Los guantes magicos)            | Martín Rejtman     | Argentine  |
| Ana et les autres (Ana y los otros)                 | Celina Murga       | Argentine  |
| Sept jours, sept nuits (Siete dias, siete noches)   | Joel Cano          | Cuba       |
| Les Randonneurs (リアリズムの宿, Riarizumu no yado) | Nobuhiro Yamashita | Japon      |
| Vibrator (ヴァイブレータ)                           | Ryūichi Hiroki     | Japon      |
| Les petites gens (Malen'kie ljudi)                  | Nariman Tourebayev | Kazakhstan |
| Min                                                 | Ho Yuhang          | Malaisie   |
| Eau dormante (Khamosh Pani)                         | Sabiha Sumar       | Pakistan   |
| Goodbye, Dragon Inn (不散, Bú sàn)                  | Tsai Ming-liang    | Taïwan     |
| Les entraîneuses (Gai Nhay)                         | Le Hoang           | Viêt Nam   |

### Autres programmations[2]
- Hommage à Bollywood
- 25 ans de grands moments et de découvertes
- Cinéma chinois : des origines à la 5e génération
- Cinémas d'Amérique centrale
- Hommage à Humberto Mauro
- Année de l'Algérie

## Palmarès[2]
- Montgolfière d'or :
  - Fiction : Sept jours, sept nuits de Joel Cano
  - Documentaire : À l'ouest des rails de Wang Bing
- Montgolfière d'argent : Eau dormante de Sabiha Sumar
- Prix spécial du jury : Min de Ho Yuhang
- Prix d’interprétation féminine : Shinobu Terashima  dans Vibrator
- Prix d’interprétation masculine : Erjan Bekmuratov dans Les petites gens
- Prix du Jury jeune : Goodbye, Dragon Inn de Tsai Ming-liang
- Prix du public : Eau dormante de Sabiha Sumar